# Nikita Sosjnikov
Nikita Dmitrijevitj Sosjnikov, ryska: Ники́та Дми́триевич Со́шников, född 14 oktober 1993, är en rysk professionell ishockeyspelare som spelar för Salavat Julajev Ufa i KHL.
Han har tidigare spelat på NHL-nivå för St. Louis Blues och Toronto Maple Leafs och på lägre nivåer för San Antonio Rampage och Toronto Marlies i AHL, Atlant Mytisjtji i KHL och MHL samt HK Buran Voronezj i VHL.
Sosjnikov blev aldrig draftad av någon NHL-organisation.

## NHL

### Toronto Maple Leafs
Han skrev på ett treårigt entry level-kontrakt med Toronto Maple Leafs den 20 mars 2015.

### St. Louis Blues
15 februari 2018 blev han tradad från Maple Leafs till St. Louis Blues i utbyte mot ett draftval i fjärde rundan 2019.

## KHL
Den 3 juni 2019 skrev han på ett tvåårskontrakt med Salavat Julajev Ufa i KHL.

## Statistik
| 2010–2011  | Atlant Mytisjtji    | MHL        | 48  | 17 | 10 | 27  | 14 | 6  | 0 | 1 | 1  | 6  |
| 2011–2012  | Atlant Mytisjtji    | MHL        | 47  | 14 | 20 | 34  | 12 | 11 | 1 | 4 | 5  | 25 |
| 2012–2013  | Atlant Mytisjtji    | MHL        | 59  | 38 | 34 | 72  | 47 | 8  | 5 | 4 | 9  | 4  |
| 2013–2014  | Atlant Mytisjtji    | KHL        | 33  | 2  | 3  | 5   | 27 | —  | — | — | —  | —  |
|            | HK Buran Voronezj   | VHL        | 4   | 2  | 2  | 4   | 0  | —  | — | — | —  | —  |
|            | Atlant Mytisjtji    | MHL        | 10  | 5  | 8  | 13  | 4  | 2  | 2 | 0 | 2  | 0  |
| 2014–2015  | Atlant Mytisjtji    | KHL        | 57  | 14 | 18 | 32  | 22 | —  | — | — | —  | —  |
| 2015–2016  | Toronto Maple Leafs | NHL        | 11  | 2  | 3  | 5   | 6  | —  | — | — | —  | —  |
|            | Toronto Marlies     | AHL        | 52  | 18 | 10 | 28  | 18 | 11 | 5 | 2 | 7  | 4  |
| 2016–2017  | Toronto Maple Leafs | NHL        | 56  | 5  | 4  | 9   | 16 | —  | — | — | —  | —  |
|            | Toronto Marlies     | AHL        | 6   | 1  | 2  | 3   | 6  | —  | — | — | —  | —  |
| 2017–2018  | Toronto Maple Leafs | NHL        | 3   | 0  | 0  | 0   | 0  | —  | — | — | —  | —  |
|            | Toronto Marlies     | AHL        | 19  | 7  | 10 | 17  | 12 | —  | — | — | —  | —  |
|            | St. Louis Blues     | NHL        | 12  | 1  | 1  | 2   | 4  | —  | — | — | —  | —  |
| 2018–2019  | St. Louis Blues     | NHL        | 5   | 0  | 0  | 0   | 0  | —  | — | — | —  | —  |
|            | San Antonio Rampage | AHL        | 11  | 3  | 3  | 6   | 4  | —  | — | — | —  | —  |
| 2019–2020  | Salavat Yulaev Ufa  | KHL        | —   | —  | —  | —   | —  | —  | — | — | —  | —  |
| NHL totalt | NHL totalt          | NHL totalt | 87  | 8  | 8  | 16  | 26 | —  | — | — | —  | —  |
| AHL totalt | AHL totalt          | AHL totalt | 88  | 29 | 25 | 54  | 40 | 11 | 2 | 5 | 7  | 4  |
| KHL totalt | KHL totalt          | KHL totalt | 90  | 16 | 21 | 37  | 49 | —  | — | — | —  | —  |
| MHL totalt | MHL totalt          | MHL totalt | 164 | 74 | 72 | 146 | 77 | 27 | 8 | 9 | 17 | 35 |